# مايكل دونوفان
مايكل ديفيد دونوفان(بالإنجليزية: Michael David Donovan)‏ هو ممثل أداء صوتي والمشرف الفني كندي.

## أعماله
- مغامرات سونيك القنفذ - وِز ويزلي
- كونان المغامر - كونان
- إينوياشا - سويكوتسو
- رانما ½ - ريوغا هيبيكي
- اكس مان:تطور - سابريتووث
- ساموراي 7 - مان إن وايت
- ميغا مان محارب نت - رينغ مان
- البدلة المتنقلة جاندام سيد ديستني - يواخيم رادل
- توم وجيري حكايات -سبايك، الكلب دروبي
- موتشا لوتشا -إل راي، ميغا وات

### وصلات خارجية
- مايكل دونوفان على موقع IMDb (الإنجليزية)
- مايكل دونوفان على موقع قاعدة بيانات الفيلم (الإنجليزية)
- مايكل دونوفان على موقع ANN person (الإنجليزية)
- قالب:Ann name